# Белая Теба
Белая Теба — река в России, протекает по Междуреченскому району Кемеровской области. Устье реки находится в 16 км от устья реки Тебы по левому берегу. Длина реки составляет 17 км.

## Данные водного реестра
По данным государственного водного реестра России относится к Верхнеобскому бассейновому округу, водохозяйственный участок реки — Томь от истока до города Новокузнецк, без реки Кондома, речной подбассейн реки — Томь. Речной бассейн реки — (Верхняя) Обь до впадения Иртыша.